# Derek Tapscott
Derek Robert „Tappy“ Tapscott (* 30. Juni 1932 in Barry; † 12. Juni 2008 in Cardiff) war ein walisischer Fußballspieler.
Der Stürmer begann seine Karriere bei Barry Town in der Southern League. 1953 wechselte er für £ 2,750 zum FC Arsenal. Schon in seinem ersten Spiel im April 1954 gegen den FC Liverpool trug er mit zwei Toren zum 3:0-Sieg bei. Anschließend wurde er für ein WM-Qualifikationsspiel gegen Österreich erstmals ins Aufgebot der walisischen Nationalmannschaft berufen, für die er 14 Spiele bestritt und vier Tore erzielte. Für die WM in Schweden zählte er nicht zum walisischen Kader. Tapscott spielte fünf Jahre für Arsenal und erzielte in 132 Spielen der ersten Liga und dem Pokal 68 Tore. Im September 1958 wechselte er für £ 10,000 zu Cardiff City. Für den Verein bestritt er 234 Erst- und Zweitliga- sowie Pokalspiele und erzielte als bester Torjäger der Zeit bis 1965 101 Tore. Darunter zwei legendäre Tore für den Verein: Zum einen den Siegtreffer beim 1:0-Sieg gegen seinen früheren Verein Arsenal, den er jedoch mit der Hand erzielte. Zum anderen das Tor in der zweiten Runde des Europapokals der Pokalsieger gegen den Cupverteidiger Benfica Lissabon. Von weit rechts traf er den Ball nicht richtig, doch lenkte der Torhüter ihn selbst ins eigene Tor. 1959, 1964 und 1965 gewann Tapscott den Walisischen Pokal. 1965 verließ er Cardiff und ging für ein Jahr zu AFC Newport County und anschließend weitere zwei Jahre zu Cinderford Town.
Im Alter von 39 Jahren beendete er seine aktive Karriere und konzentrierte sich auf seine Arbeit als Repräsentant einer Sportbekleidungsfirma. 2004 veröffentlichte Tapscott seine Autobiografie.

## Schriften
- Tappy. From Barry Town to Arsenal, Cardiff City and beyond (mit Terry Grandin), Vertical, Skipton 2004, ISBN 1904091091